# Mogdy
Il Mogdy (in russo Могды?) è un fiume della Russia siberiana orientale (Repubblica Autonoma della Sacha-Jacuzia), affluente di sinistra del Viljuj.
Nasce e scorre nella regione dell'altopiano del Viljuj in direzione meridionale, sfociando successivamente nell'alto corso del Viljuj, a 2 126 km dalla foce. Il maggiore affluente è il piccolo fiume Allara-Mogdy (31 km).
Il Mogdy è gelato, mediamente, da metà ottobre a fine maggio-primi di giugno.